# Naoko Yamano
Naoko Yamano (山野直子?, Yamano Naoko; Osaka, 18 dicembre 1960) è una cantante e musicista giapponese, membro fondatore del gruppo rock giapponese Shonen Knife.

## Biografia
Naoko ha formato le Shonen Knife nel dicembre del 1981 ad Osaka, Giappone, insieme alla sorella Atsuko Yamano ed all'amica Michie Nakatani. Naoko e Michie si sono conosciute al college, e sebbene dopo la laurea sono andate a lavorare in luoghi diversi, il loro amore per la musica le ha riunite nuovamente e le ha portate a formare il gruppo. Tutti i membri del gruppo cantano le canzoni, mentre Naoko è chitarrista, Naakatani era bassista e tastierista, ed Atsuko batterista, oltre che stilista degli abiti di scena.
Con il tempo, Nakatani ha lasciato il gruppo ed Atsuko ha potuto partecipare alle attività ad esso collegate meno regolarmente a causa del matrimonio, quindi Naoko è rimasta l'unico membro della formazione originale. Le sue influenze musicali si rifanno all'hard rock ed all'heavy metal degli anni '70, con nomi quali Kiss, Judas Priest, Iron Maiden, Motörhead e Black Sabbath, al pop anni '60 come quello dei Beatles e degli Strawberry Alarm Clock, e ad alcuni gruppi punk rock quali Buzzcocks e Ramones.